# Queens Logic
Queens Logic es una película de comedia de 1991 de Seven Arts Pictures protagonizada por Kevin Bacon, Linda Fiorentino, Joe Mantegna y John Malkovich. Fue dirigida por Steve Rash.

## Trama
Cuando los amigos de la niñez Al, Dennis y Eliot se juntan para la boda de Ray, que quizás puede o no pasar, terminan en un viaje en una realidad. Durante una semana loca, enfrentan la adultez con nueva madurez y descubren lo que es Queens Logic.

## Elenco
- Kevin Bacon como Dennis.
- Linda Fiorentino como Carla.
- John Malkovich como Eliot.
- Joe Mantegna como Al.
- Ken Olin como Ray.
- Tony Spiridakis como Vinny.
- Tom Waits como Monte.
- Chloe Webb como Patricia.
- Jamie Lee Curtis como Grace.
- Kelly Bishop como Maria.
- Terry Kinney como Jeremy.

## Lanzamiento en DVD
La película fue lanzada en DVD. El DVD contiene muy poco, sólo la película y su tráiler oficial..